# NIMBUS–5
NIMBUS–5 (görögül: felhő) amerikai második generációs meteorológiai műhold a Nimbus programból.

## Küldetés
Feladata, második generációs meteorológiai műholdként méréseivel stabil adatszolgáltatást biztosítani a katonai felhasználáson túl a Nemzeti Óceán- és Légkörkutatási Hivatal (NOAA) részére.

## Jellemzői
Tervezte és építette a NASA.
Megnevezései: NIMBUS–5; NIMBUS E; COSPAR: 1972-097A. Kódszáma: 6305.
1972. december 11-én a Vandenberg légitámaszpontról az LC–2W (LC–Launch Complex) jelű indítóállványról egy Delta(577/D93) hordozórakétával állították alacsony Föld körüli pályára (LEO = Low-Earth Orbit). Az orbitális egység pályája 106,87 perces, 99,93 fokos hajlásszögű, elliptikus pálya perigeuma 1062 kilométer, az apogeuma 1202 kilométer volt.
Háromtengelyesen stabilizált műhold (plusz vagy mínusz 1 fok), Föld felé néző részének átmérője 1,5, a felette elhelyezett kúpos alakú tartószerkezet magassága 3 méter. Tömege 722 kilogramm. A fedélzetén elhelyezett széles látókörű kamerák felvételeit digitalizálták, tárolták, földi parancsra az adatokat a földi információs központba továbbította. A méréseket az elektromágneses spektrum különböző hullámhosszain, főleg látható és infravörös hullámhosszon végezte. A felhőkön és felhőrendszereken, a hőmérséklet változásokon, a viharok kialakulásán- és figyelemmel kísérésén, a páratartalom mérésén, a sugárzási tartományok ellenőrzésén kívül megfigyelték a városok fényszennyezéseit, környezetváltozásait, tüzeket, homok- és porviharokat, hó- és jégtakarót, óceáni áramlatokat és más környezeti folyamatokat. Globális meteorológiai és geológiai megfigyelésekre is alkalmas.

### Szerkezete
1. parancsfogadó antenna,
2. Nap-kereső szenzor,
3. horizontkereső,
4. Nap-detektor, a napelemtáblák beállításához,
5. kettő napelemtábla,
6. műszeres egység,
7. APT-kamera,
8. S-sávú antenna,
9. közepes felbontású infravörös sugárzásmérő (MRIR),
10. VHF-kamera,
11. nagy felbontású infravörös sugárzásmérő,
12. kétcsatornás, nagy felbontású sugárzásmérő (THIR),
13. mikrohullámú sugárzásmérő (ESMR),
14. térképező sugárzásmérő (SCMR),

- mikrohullámú spektrométer (NEMS),

1. szoláris ultraibolya sugárzást mérő monitorral (MUSE),
2. infravörös sugárzásmérők adatrögzítője,
3. szelektív radiométer (SCR),
4. infravörös hőprofil-sugárzásmérő (ITPR),
5. adattovábbító antenna,
6. hőmérséklet-szabályozó zsaluk,
7. vázszerkezet,
8. helyzetszabályozó hideggázrakéta-fúvókák,

Szolgálati idejének vége ismeretlen. A légkörbe történő belépésének ideje ismeretlen.

## Külső hivatkozások
- NIMBUS–5. lib.cas.cz. [2013. október 13-i dátummal az eredetiből archiválva]. (Hozzáférés: 2014. március 2.)
- NIMBUS–5. nasa.gov. (Hozzáférés: 2014. március 2.)
- NIMBUS–5. astronautix.com. [2014. január 9-i dátummal az eredetiből archiválva]. (Hozzáférés: 2014. március 2.)
- NIMBUS–5. astronautix.com. (Hozzáférés: 2014. március 2.)

| Elődje: NIMBUS–4 | Nimbus-program 1964–1978 | Utódja: NIMBUS–6 |